# Samurai Deeper Kyo
Samurai Deeper Kyo är en manga serie skapad av Akimine Kamijyo. Serien utspelar sig fyra år efter slaget vid Sekigahara. Den kvinnliga prisjägaren Yuya Shiina träffar medicinförsäljaren Kyoshiro Mibu, som hon misstar för tusenmannadråparen Demonöga Kyo, vars ögon är röda som blod. Kyoshiro visar sig dock ha Kyos själ i sin kropp (alltså två medvetanden i en kropp. Kyo visar sig till slut och samlar snabbt upp ett gäng vänner för att söka efter sin riktiga kropp.
Mangan har även blivit en TV-anime.

## Persongalleri
- Yuya Shiina - Prisjägare som vill ta hämnd på sin brors mördare.
- Kyoshiro Mibu - En ung före detta samuraj som numera sysslar med medicinförsäljning. Medlem av Mibu-klanen.
- Demonöga Kyo - Samuraj som mördat över tusen man, till skillnad från Kyoshiro så är Kyo en äkta Mibu och är därför kapabel till nästan övernaturliga saker. Har blodröda ögon ock kan få äkta blodröda ögon.
- Nozomu - Yuyas "bror".
- Benitora/Hidetada Tokugawa - Uppträder som en omvänd yrkesmördare men är i själva verket son till Japans shogun. Namnet Benitora betyder "Röda tigern", han kallas för Tora.
- Izumo no Okuni/Indara - Vacker kvinna och spion.
- Nobunaga Oda - Den sjätte demonkungen som vill styra över hela världen.
- Ieyasu Tokugawa - Den ledande shogunen och Japans härskare under kejsaren. Benitoras far.
- Yukimura Sanada - Samuraj som tillhör Sanada-klanen, är ute efter Ieyasus liv, trots det kommer han och Benitora bra överens. Kyos like med svärdet.
- Sasuke Sarutobi - En ung pojke som ingår i Yukimuras livvaktsgrupp, Sanadas tio hjältar. Sin ringa ålder till trots är han redan en ypperlig ninja.
- Sakuya - En miko, Kyos och Kyoshiros kärlek.
- Muramasa - Kyoshiros och Kyos mästare samt vapensmed. Har smitt Kyos, Kyoshiros, Sasukes och Benitoras demonklingor.
- Tokito - Muramasas dotter och en av Mibus fyra klanäldsten.
- Akira - En av de fyra kejsarna, han har öppnat ett sjätte sinne "sitt hjärtas ögon" och mist sin syn.
- Bontenmaru - En av de fyra kejsarna. Heter egentligen Date Masamune och är en välkänd fältherre.
- Hotaru/Keikoku - En av de fyra kejsarna som dessutom tillhör Mibuklanen.
- Akari - En av de fyra kejsarna, en transvestit med helande krafter.
- Shinrei - En av de fem glödande stjärnorna. Shinrei är även Hotarus halvbror.
- Shindara den odödlige - En av de tolv krigsgudarna. Han är den förre Sasuke Sarutobi.
- Kubira - En av de tolv krigsgudarna. Är skuggkonstnär, kan hitta de djupaste hemligheter i folks hjärtan.
- Kotarou - En av de tolv krigsgudarna och dessutom Sasukes bästa vän.
- Mahiro - Lyder under Shogunen, hämndlysten på Demonöga Kyo för att han dödade hennes syster.
- Chinmei - En av de fem glödande stjärnorna, med förmåga att hantera elementet jord. Heter egentligen Kyojiro Mibu och är en av den äkta Mibu-klanens "kampdockor", skapad ur Den Förre Blodröde Konungens kött och blod. Har äkta blodröda ögon, som Kyo. Kallas Den förre.
- Saishi - En av de fem glödande stjärnorna med förmåga att hantera trä (till exempel hela kroppsliga skador).
- Saisei - Saishis medhjälpare, förmåga att hantera elementet trä. Hon är egentligen en gammal, uråldrig krigsdrottning som varit död sen länge. Saishi har fört tillbaka henne till livet.
- Taihaku - Ledaren för de fem glödande stjärnorna. Har inga ovanliga krafter, utan litar enbart på sin egen styrka.

Mibu-klanen
Klanen som i hemlighet har styrt Japan i många generationer. Ledaren kallas för "Den Blodröde Konungen", men Den Nuvarande Blodröde Konungen dog, och Den Förre Blodröde Konungen tog över. Kyoshiro Mibu är skapad av Den Förre, precis som Den Blodröde Konungen och Chinmei var. Mibu-klanen skyddas av 9 s.k. stjärnor. "De fem glödande stjärnorna" består av Hotaru, Shinrei, Saishi, Chinmei och Taihaku (se ovan). Sedan kommer de andra 4 stjärnorna, vilka kallas för "De fyra klanäldste", som består av Tokito (Muramasas son), Yuan (Hotaru/Keikokus mentor och lärare), Hishigi (klanens främsta vetenskapsman) samt ledaren för de fyra klanäldste, Fubuki (Shinreis mästare). De fem glödande stjärnorna är det yttre skyddet och de fyra klanäldste är det inre skyddet, och de är villiga att offra sina liv för Den Blodröde Konungen. 
Den Förre Blodröde Konungen
Den Förre är den nuvarande ledaren av Mibu, och "skaparen" av både Chinmei, Den Nuvarande Blodröde Konungen Kyosanro Mibu, och Kyoshiro. Han absorberade Den Nuvarande Blodröde Konungen när denne dog, och tog tillbaka hans krafter. Men den nuvarande Mibu-klanen, även Den Förre, är skapade av den äkta Mibu-klanen. Hans riktiga namn är Kyoichiro Mibu. Till skillnad från sina tre "söner" var Den Förre den allra första som kom till liv tack vare den äkta klanen. Han är dessutom den enda bland den äkta klanens skapelser som har kampdockornas särskilda märke inristat på sitt hjärta, vars krafter även håller uppe det Blodröda Tornet, Mibu-klanens fäste. När hans hjärta återvänder till hans kropp går allt som den äkta klanen byggt upp under. 
Den äkta Mibu-klanen
Demonöga Kyo är det sista barnet av den äkta Mibu-klanen. De levde som gudar i harmoni med människorna, men de gick över från att skydda och tjäna till att människorna skulle dyrka dem. Men denna klan visste inte hur den skulle hantera ett liv där man hade allt. Massaker inträffade. Medlemmarna av klanen slaktade varandra och skapade s.k. "kampdockor" för att hjälpa dem slåss. Dessa "kampdockor" överlevde. Allt detta föll i glömska och de som skapades av Mibu tog över som en helt ny Mibu-klan, ovetande av vad som hänt. De fyra klanäldste och Den Förre vet om att de är skapade av den äkta Mibuklanen.